# Chryseurytoma viridis
Chryseurytoma viridis är en stekelart som beskrevs av Chen och Huang 2004. Chryseurytoma viridis ingår i släktet Chryseurytoma och familjen kragglanssteklar. Inga underarter finns listade i Catalogue of Life.